# 투르크멘 소비에트 사회주의 공화국
투르크멘 소비에트 사회주의 공화국(투르크멘어: Türkmenistan Sowet Sotsialistik Respublikasy / Түркменистан Совет Социалистик Республикасы 튀르크메니스탄 소베트 소치알리스티크 레스푸블리카시, 러시아어: Туркменская Советская Социалистическая Республика 투르크멘스카야 소베츠카야 소치알리스티체스카야 레스푸블리카[*])은 소비에트 연방의 공화국 중의 하나이다. 1921년 8월 7일 투르크멘 주에서 투르크멘 자치 사회주의 공화국으로 만들어졌다. 1925년 5월 13일에 소비에트 연방의 새로운 공화국인 투르크멘 SSR이 분리되었다. 1991년 독립이 되었고 현재의 투르크메니스탄이 되었다.

## 러시아 합병
러시아 제국은 19세기 후반부터 투르크멘 영토를 잠식할 징조를 보이고 있었다. 중앙아시아 민족들 중에서도, 투르크멘족은 러시아의 팽창에 가장 완강하게 저항한 것을 보여줬다. 1869년 러시아 제국은 현재의 투르크메니스탄으로 세력을 확장할 발판을 마련하기 위해 카스피해에 있는 크라스노봇스크를 건설했다. 한편 러시아 제국은 1783년에 히바 한국을 점령하고 그곳에 있던 반란을 진압했다. 투르크멘 사람들 중에서도, 특히 요무드 족들은 히바 한국에서 군인으로써 활동했기 때문에, 호라즘에 대해 러시아인들의 가혹한 공격이 단행되어 수백명의 투르크멘 군인들의 사망했고 그들의 거주지를 파괴했다. 그러다 1881년에 미하일 스코벨레프 장군의 지휘에 의해 아시가바트 북서쪽에 있던 가장 강력한 투르크멘 근거지였던 괵 테베가 포위되어 점령당했다. 투르크멘인들이 패배하자, 현재 투르크메니스탄의 합병에서 저항은 거의 일어나지 않았다. 그 해에, 러시아인들은 페르시아인들과 투르크메니스탄과 이란과의 현재 국경을 유지하는 협정에 서명했다. 1897년에도 아프가니스탄과도 같은 조약을 맺었다.
러시아로부터 합병이 되자, 투르크메니스탄 지역은 부패하고 불법적인 짓을 많이 하는 군경들이 통치하는 트랜스카스피 지역에 관리되었고, 관리들은 타슈켄트에 위치한 투르키스탄 전투 지휘 사령부에 의해 임명받았다. 1880년에 철도가 크라스노봇츠크에서 아시가바트로, 그리고 타슈켄트로 확장되었다. 도시들은 철로를 통해서 발달되었다. 비록 트랜스카스피 지역은 본질적으로는 러시아의 식민지였지만, 영국 식민주의자들이 이 지역에 대해 주의를 기울이는 것을 걱정하는 것이나, 투르크멘인들의 반란 빼고는 매우 조용하고 후미진 곳이였다..

## 소비에트 사회주의 공화국의 수립
투르크멘인들이 1917년 소비에트 통치에 무관심했기 때문에 통치권이 넘어가는 그 시간에는 혁명적 활동이 거의 일어나지 않았다. 그러나, 혁명이 일어나기 전의 해는 러시아의 통치에 반발한 투르크멘인들이 산발적인 반란이 일어날 것을 보여줬다. 특히, 1916년의 전국에서 일어난 반차르 운동은 투르크메니스탄 전체를 휩쓸었다. 소련의 통치에 대한 그들의 무장 투쟁은 바스마시 반란에 대한 일부분으로써 1920년대부터 1930년대 초반까지 중앙아시아를 휩쓸었으며, 훗날의 소련으로부터의 종속에 대한 불만으로부터 나왔다. 비록 소련 측의 자료는 공화국 역사에서 작은 역사로써 치부되었으나, 수많은 투르크멘인들이 사망하고 맹렬한 저항이었음에는 명확했다.
1924년 10월에 중앙아시아는 두 개의 정치 구역인 트란스카스피 지역과 투르크멘 자치 소비에트 사회주의 공화국의 투르크멘 주가 투르크멘 소비에트 사회주의 공화국으로 되었고, 소련으로부터 완전한 입헌 공화국이 되었다. 초기 소련 통치시간의 강요된 집산주의와 경제사회적으로 엄청난 변화는 목축 유목이 투르크메니스탄의 전통적인 경제 체제로써 막을 내리게 되었다. 그리고 1930년대 후반에는 투르크메니스탄 사람들도 유목에서 벗어나 정착 생활을 하게 되었다. 투르크멘인들의 전통적인 생활 방식을 약화시키고 소련식 생활로 전환시키기 위한 소비에트 정부는 투르크멘인들의 가족관계와 정치관계, 종교와 문화 의식, 지식을 엄청나게 바꿔놨다. 러시아인과 다른 슬라브인들, 그리고 코카서스에서 온 다양한 국적의 사람들이 투르크메니스탄의 도시 지역에 정착하여 현대적인 산업적 역량을 갖춰놨으나 투르크메니스탄에 매장된 천연자원을 고갈시키는 사태를 벌이게 되었다.
소련 통치 하에서 종교적인 믿음은 공산정권 당국에 의해서 “구시대의 흔적”과 미신으로 간주되어 탄압을 당했다. 거의 대부분의 종교 학교와 종교 의식들은 금지되었고, 대부분의 모스크는 폐쇄되었다. 타슈켄트에 본부를 둔 공식적인 무슬림 형제단은 제 2차 세계 대전중에 설립되어 중앙아시아의 이슬람 신앙을 촉진시키는 목표를 가졌다. 전반적으로 무슬림 형제단은 무슬림들의 욕구를 충족시키기 위해 선전을 하는데에 주 목적을 가졌지만, 무신론적 주입은 종교적인 번성을 탄압하여 투르크멘인들을 국제적인 무슬림 동지단으로부터 고립을 자초시키는 결과를 빚게 되었다. 무슬림식 장례식이나 남성 할례와 같은 일부 종교적인 관습들은 소련 통치기간 내내 시행되었다. 그러나 대부분의 종교적인 믿음, 지식, 관습들은, 주로 ‘’민습‘’으로 간주된 비공식적인 이슬람 활동들은 주립 영적 부서에 의해 금지받지 않아 시골 지역에서 가끔식 발견될 수 있었다.

## 독립에 이르기까지
1930년대가 시작되자, 모스크바 중앙 정부는 투르크멘 공화국을 자신의 통제하에 만들었다. 그 당시 소련 공산당의 국가적인 민족 정책은 투르크멘 정치 엘리트를 양성하고 러시아화를 이루어내는 것이다. 모스크바와 투르크메니스탄에 있는 슬라브인들은 정부 조직의 간부가 되었지만, 일반적으로 투르크멘인들의 지도력은 소련 정책을 강력하게 지지했다. 모스크바 중앙정부는 공화국의 모든 정치적인 행위를 장악했고, 고위 비서 무함멘트나자르 가프로프의 1980년대 중반에 부패와 스캔들 혐의로 축출된 상황을 제외하면 조용한 소비에트 공화국으로 남았다. 많은 사람들이 자력적으로 살았기 때문에, 미하일 고르바초프의 주요 정책인 개방과 개혁은 투르크메니스탄에 상당한 영향을 주지는 않았고, 지역의 거주민과 소련의 장관들은 개혁, 개방에 휩쓸리지 않았다. 그리하여 투르크메니스탄은 소련의 해체로부터 제대로 준비를 하지 않은 채로 1991년에 독립을 얻었다.
1988년에서 1989년까지 소련을 구성하는 공화국들은 소련으로부터 주권을 요구했고, 투르크메니스탄의 지도부들도 모스크바 중앙정부의 착취적이고 투르크멘인들의 복지와 자부심을 해치는 정치와 경제 정책들을 비판하기 시작했다. 최고 소비에트 회의에서 만장일치 투표에 의해 1990년 8월에 독립을 선포했다. 1991년 8월 모스크바의 고르바초프 정권에 대한 쿠데타가 일어나자, 투르크메니스탄의 공산권 지도자 사파르무라트 니야조프가 독립에 대해 국민투표를 했다. 공식적인 결과로는 약 94%에 해당하는 사람들이 독립을 지지한다고 응답했다. 공화국의 최고 소비에트 회의는 투르크메니스탄의 소련으로부터 독립에 대해서 할 수 있는 행위가 거의 없어서 독립을 방관해야만 했으며 1991년 10월 27일 투르크메니스탄의 공화국을 선포했고 그해 12월 25일에 독립을 승인받았다.

## 투르크멘 공산당 제1서기장
- 이반 메즐라우크 (1924년 11월 19일 ~ 1926년)
- 샤이마르단 이브라기모프 (1926년 6월 ~ 1927년)
- 니콜라이 파스쿠츠키 (1927년 ~ 1928년)
- 그리고리 아론슈탐 (1928년 5월 11일 ~ 1930년 8월)
- 야코프 포포크 (1930년 8월 ~ 1937년 4월 15일)
- 안나 무하메도바 (1937년 4월 ~ 1937년 10월) (직무 대행)
- 야코프 추빈 (1937년 10월 ~ 1939년 11월)
- 미하일 포닌 (1939년 11월 ~ 1947년 3월)
- 샤자 바티로프 (1947년 3월 ~ 1951년 7월)
- 수한 바바예프 (1951년 7월 ~ 1958년 12월 14일)
- 주마 두르디 카라예프 (1958년 12월 14일 ~ 1960년 5월 4일)
- 발리시 오베조프 (1960년 6월 13일 ~ 1969년 12월 24일)
- 무하메트나자르 가푸로프 (1969년 12월 24일 ~ 1985년 12월 21일)
- 사파르무라트 니야조프 (1985년 12월 21일 ~ 1991년 12월 16일)